# پالاسیس د ریپیسوئرگا
پالاسیس د ریپیسوئرگا (به اسپانیایی: Palacios de Riopisuerga) یک شهرستان در اسپانیا است.